# Джек Вайт (актор)
Джек Вайт (ім'я при народженні: Якоб Вейс, 2 березня 1897 — 10 квітня 1984) — американський кінопродюсер, режисер і сценарист. Його кар'єра в кіно почалася наприкінці 1910-х років і тривали до початку 1960-х. Ним було створено понад 300 фільмів, і написано сценарії до понад 50 фільмів. Він деякі його звукових комедій були випущенні під псевдонімом Престон Чорний.

## Біографія

### Дитинство
Протягом всього дитинства Джек зі своєю сім'єю жили в Голлівуді, Каліфорнія. Джек і три його брата, Жюль, Сем, і Бен їздили на конях як масовка у вестернах. Це запустило кар'єру в кінематографії для трьох братів; вони стали режисерами і/або сценаристами. Четвертий брат, Бен Вайт, став кінооператором.

### Кар'єра
Будучи ще підлітком, Джек Вайт став провідним виробником освітніх картин, роблячи дуже популярні комедійні короткометражки за участю Ллойда Гамільтона, Лупіно Лейна і Аль Ст. Джона. У 1926 році Джека Вайта найняв один з його молодших братів, Жюль Вайт, на роль режисера. До 1930 році Жюль затьмарив Джека як провідний виробник комедійних короткометражок, зокрема з «Трьома бовдурами». У 1935 році Жюль найняв Джека як сценариста і режисера. Першим його фільмом з «Трьома бовдурами» був Мурахи в коморі. В 1940 році він повернувся до служби в армії, і служив до 1951 року, поки не повернувся в «Columbia Pictures», де працював до кінця своєї кар'єри.
Вайт працював в «Columbia Pictures», до припинення ери короткометражних комедій (20 грудня 1957 року).

### Особисте життя
Джек Вайт був одружений з актрисою Полін Старк; шлюб був нещасливий, і вони розлучилися в середині 1930-х. Адвокати Старк наполягли, щоб Джек прийняв псевдонім «Престон Чорний», щоб уникнути подальшого переслідування.
Джек Вайт помер 10 квітня 1984 року.

## Вибрана фільмографія

### Продюсер
1924 — Молодший партнер / Junior Partner
1926 — На кому я одружений? / Who's My Wife?
1927 — Ідеальний день / A Perfect Day
1931 — Три голлівудські дівчини / Three Hollywood Girls
1931 — Ярмарок любові / The Love Bargain
1931 — Голлівудська приманка / The Lure of Hollywood
1931 — Зворотний бік / The Back Page
1932 — Голлівудська удача / Hollywood Luck
1932 — Вогні Голлівуда / Hollywood Lights

### Актор
1913 — Діти його сестри / His Sister's Kids
1913 — Фатті вступає в поліцію / Fatty Joins the Force